# Доможаков, Николай Георгиевич
Николай Георгиевич Доможаков (15 февраля 1915 — 16 ноября 1976) — хакасский писатель.

## Биография
Николай Доможаков родился в семье батрака в улусе Хызыл-Хас (ныне Усть-Абаканский район Хакасии) 2 февраля 1915 года (15 февраля по н. с.),. Окончил Абаканское педагогическое училище, после чего работал сельским учителем. В 1939 году поступил в Абаканский учительский институт, а в 1941 — в аспирантуру Института языка и письменности народов СССР. В 1940-е годы участвовал в создании Хакасского НИИ языка, литературы и истории, который потом и возглавил. В период с 1958 по 1963 год возглавлял Союз писателей Хакасской АО. До самой смерти преподавал в Абаканском пединституте.
Первые произведения Доможакова были опубликованы в 1935 году. Он является автором первого в хакасской литературе романа — «В далеком аале» — повествующего о первых годах советской власти в Хакасии. Доможаков перевёл на хакасский язык ряд произведений У. Шекспира, А. С. Пушкина, М. Горького. Также он является автором многих трудов по хакасскому языкознанию.
Его имя присвоено Национальной библиотеке Хакасии.